# Ламаш-ду-Вога
Ла́маш-ду-Во́га (порт. Lamas do Vouga; МФА: [ˈɫɐ.mɐʒ du ˈvo.gɐ]) — колишня парафія в Португалії, в муніципалітеті Агеда. Перебувала у складі округу Авейру.  Входила до регіону Центр. За старим адміністративним поділом, що був чинним до 1976 року, територія парафії належала провінції Берегова Бейра.  Ліквідована 28 січня 2013 року. Увійшла до складу парафії Трофа, Сегадайнш і Ламаш-ду-Вога. Площа парафії — 3,76 км², населення — 729 ос. (2011), густота населення — 193,88 осіб/км²
. Патрон — Діва Марія. Поштовий індекс — 3750. Код  — 010110.

## Географія

Агеда (2013)
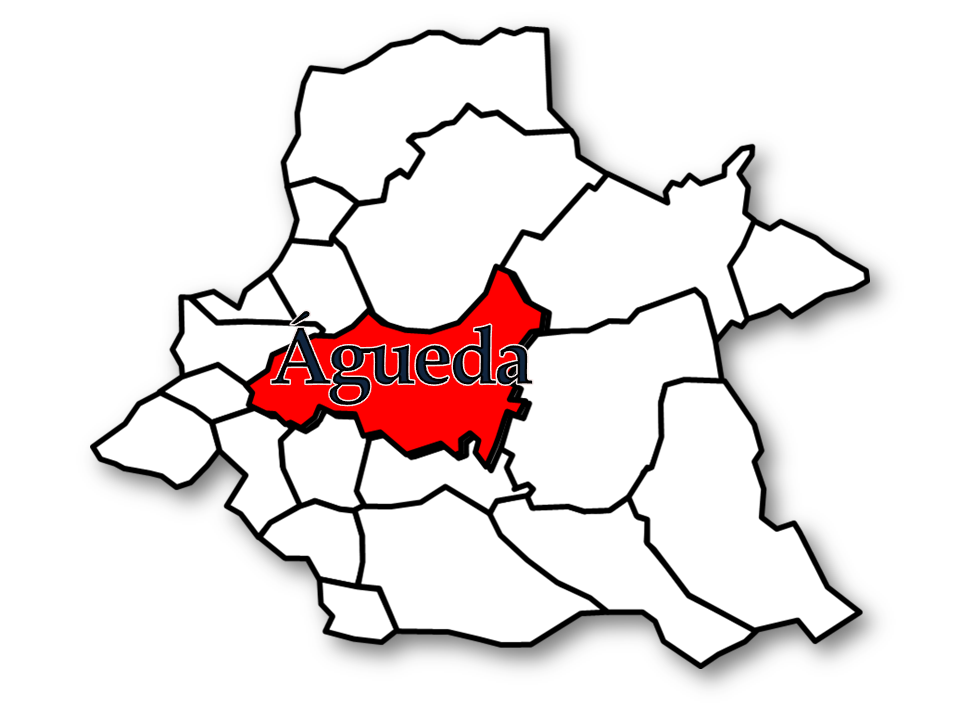
Агеда
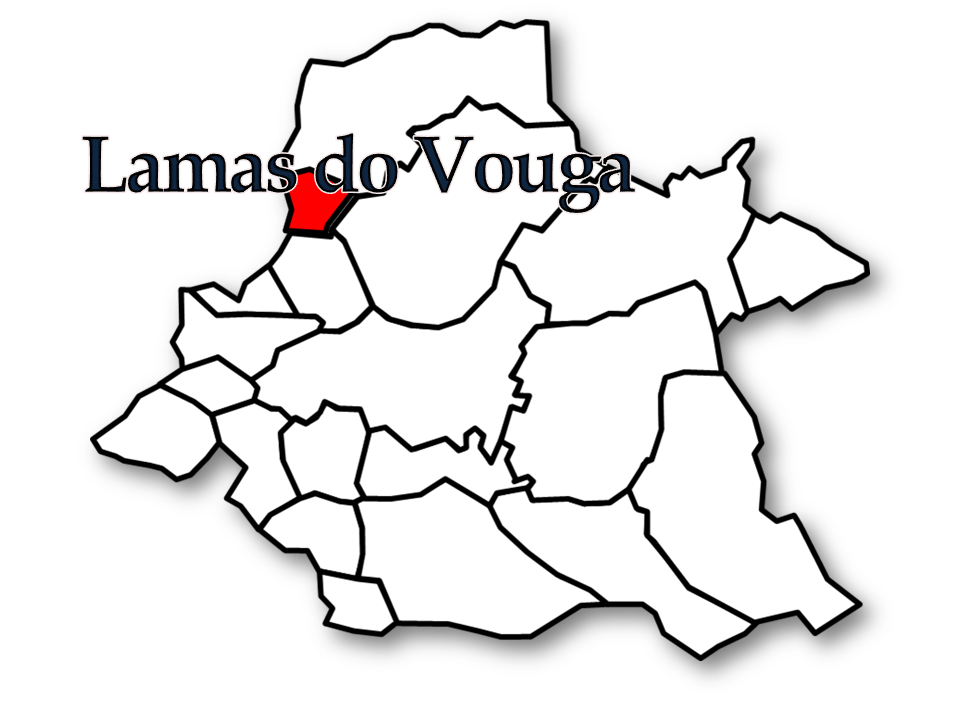
Ламаш-ду-Вога

## Населення
| Кількість мешканців | Кількість мешканців | Кількість мешканців | Кількість мешканців | Кількість мешканців | Кількість мешканців | Кількість мешканців | Кількість мешканців | Кількість мешканців | Кількість мешканців | Кількість мешканців | Кількість мешканців | Кількість мешканців | Кількість мешканців | Кількість мешканців |
| ------------------- | ------------------- | ------------------- | ------------------- | ------------------- | ------------------- | ------------------- | ------------------- | ------------------- | ------------------- | ------------------- | ------------------- | ------------------- | ------------------- | ------------------- |
| 1864                | 1878                | 1890                | 1900                | 1911                | 1920                | 1930                | 1940                | 1950                | 1960                | 1970                | 1981                | 1991                | 2001                | 2011                |
| 428                 | 507                 | 545                 | 581                 | 588                 | 664                 | 637                 | 681                 | 680                 | 769                 | 747                 | 710                 | 846                 | 760                 | 729                 |